# Čarovnica iz Blaira (2016)
Čarovnica iz Blaira (izviren angleški naslov: Blair Witch) je ameriška grozljivka iz žanra najdenih posnetkov iz leta 2016. Film je delo režiserja Adama Wingarda in scenarista Simona Barretta. Je tretji film iz filmske serije Čarovnica iz Blaira (Blair Witch) in neposredno nadaljevanje Čarovnice iz Blaira (The Blair Witch Project). Film ignorira dogodke iz nadaljevanja iz leta 2000 Čarovnica iz Blaira 2: Knjiga senc (Book of Shadows: Blair Wittch 2). V filmu igrajo James Allen McCune, Callie Hernandez, Brandon Scott, Corbin Reid, Wes Robinson in Valorie Curry. Film je posnet v tehniki najdenih posnetkov in sledi skupini študentov in njihovih vodičev, ki odidejo v gozdove Black Hills v Maryland, da bi raziskali izginotje sestre enega izmed likov Heather Donahue izpred nekaj let. Povezava s filmom Čarovnica iz Blaira iz leta 1999 je bil zakrit z lažnim naslovom Gozd (Forest). 
Film je bil premierno predvajan na mednarodnem filmskem festivalu v Torontu 2016 11. septembra. V kina v ZDA pa ga je izdala distribucija Lionsgate 16. septembra. Čeprav je film zaslužil več kot 45 milijonov $ s proračunom 5 milijonov $, je postal finančno razočaranje. Film je prejel mešane kritike.

## Vsebina
Lea 2014, James Donahue najde video posnetek, na kateri naj bi bila podoba njegove sestre Heather, ki je leta 1994 izginila blizu Burkittsvilla, med raziskovanjem legende o čarovnici iz Blaira. Ker verjame da je še vedno živa, se s prijatelji Petrom Jonesom, Ashley Bennett in filmsko študentko Liso Arlington, ki želi posneti raziskovanje in ga spremeniti v dokumentarec. Pridružita se jim še domačina Talia in Lane.
Med postavljanjem tabora ponoči, Lane in Talia pripovedujeta o izginotju filmske ekipe Heather in o drugih skrivnostnih pojavih, ki so povezani s čarovnico iz Blaira. Ko sredi noči slišijo čudne glasove, se skupina zbudi in najde čudne podobe iz palic, obešene na drevesa. Prestrašeni se odločijo oditi. Lisa opazi klobčič vrvi v Lanovem nahrbtniku. Lane in Talia priznata, da sta sama naredila podobe iz palic, zato ju odženejo stran. Po urah hoje, se četverica vrne na mesto kjer so se utaborili in ugotovi da so hodili v krogih. Lisa z daljincem dvigne v zrak letalce s kamero, vendar se to pokvari. Ashley zboli potem ko si poškoduje stopalo, zato se skupina spet utabori. Petra začne zasledovati neznana entiteta, zato se poškoduje in izgine.
Sredi noči se spet pojavita Talia in Lane, ki trdita da pešačita po gozdu že štiri dni, brez sončnega vzhoda. Ker verjame da ima privide, Lane pobegne stran. Zjutraj James in Lisa odkrijeta, da je zunaj še vedno tema in da se ob taboru nahajajo še večje podobe iz palic. Talia opazi da se na eni izmed podob nahaja šop njenih las. Ashley obtoži Talio, da je slednja ustvarila te podobe, zato eno izmed njih prelomi napol, kar prelomi tudi Talio. Nevidna sila uniči njihov šotor, kar povzroči da se skupina razide. Ashley opazi na drevesu letalce s kamero in spleza ponj, vendar jo nekaj sune iz drevesa in jo odvleče stran.
Začne se nevihta, James in Lisa pa prispeta do koče sredi gozda. James opazi svojo sestro v koči in ji sledi, dokler ne pride do sobe, kjer opazi Petra kako stoji v kotu. Kmalu ugotovi, da mu nekaj sledi zato se zabarikadira. Lisa opazi čarovnico zato pobegne v klet. Najde Lana, ki jo zapre v podzemni predor. Lisa pobegne in zabode ter ubije Lana, ko jo napade. Liso začne spet nekaj zasledovati zato pobegne na podstrešje. Tam sreča Jamesa in skupaj skušata zabarikadirati vrata. James ukaže Lisi naj se obrne v kot in se ji opraviči preden v sobo vstopi čarovnica. James zasliši Heatherin glas in se obrne, zato je napaden. Lisa uporabi kamero, da lahko vidi kaj je za njo in začne hoditi nazaj. Nato spet zasliši Jamesovo opravičilo zato se obrne, ter nekaj jo napade in ubije.

## Igralci
- James Allen McCune kot James Donahue
- Callie Hernandez kot Lisa Arlington
- Brandon Scott kot Peter Jones
- Corbin Reid kot Ashley Bennett
- Wes Robinson kot Lane
- Valorie Curry kot Talia